# 한국간호교육평가원
한국간호교육평가원(韓國看護敎育評價院, Korea Accreditation Board Of Nursing, KABON)은 간호교육인증평가의 효율적인 수행과 전문간호사 교육 및 평가의 표준화, 전문간호사 자격시험의 수행을 통해 국제적 간호사 배출에 기여하기 위해 설립된 재단법인이다. 서울특별시 중구 동호로 314에 위치하고 있다.

## 연혁
- 2000년 7월 간호교육평가원 설립준비위원회 발족(위원장 하영수)
- 2001년 2월 대한간호협회 제68회 정기대의원총회에서 간호교육평가원 승인
- 2001년 7월 제1대 간호교육평가원 운영위원회 발족(위원장 하영수)
- 2002년 4월 제2대 간호교육평가원 운영위원회 발족(위원장 김조자)
- 2002년 10월 재단법인 한국간호평가원 설립추진위원회 발족(위원장 김조자)
- 2003년 2월 대한간호협회 제70회 정기대의원총회에서 재단법인 설립지원 승인
- 2003년 10월 1일 (가칭) 재단법인 한국간호평가원 창립 총회
- 2004년 2월 19일 보건복지부 재단법인 인가
- 2004년 3월 간호학과 인증평가 첫 시행
- 2004년 3월 31일 초대 이사장 취임(김의숙), 초대 원장 취임(김조자)
- 2004년 7월 전문간호사 교육기관 평가 첫 시행
- 2004년 8월 21일 제1회 치매간호사 자격시험
- 2004년 10월 전문간호사 교육기관 지정심사 첫 시행
- 2005년 8월 13일 제1회 전문간호사 자격시험
- 2006년 1월 8일 제1회 보험심사간호사 자격시험
- 2006년 4월 20일 제2대 이사장 취임(김조자), 제 2대 원장 취임(신경림)
- 2006년 11월 4일 제1회 보건교육사 자격시험
- 2006년 12월 대교협 위탁 간호학과 인증평가 실시(33개교)
- 2008년 4월 24일 제3대 이사장 취임(신경림)
- 2008년 5월 9일 제3대 원장 취임(서순림)
- 2008년 8월 제 5회 전문간호사 자격시험(10개분야)
- 2008년 9월 전문간호사 교육과정 지정심사(5개교 6개과정)
- 2008년 10월 전문간호사 교육기관 평가(8개교 3개과정)
- 2009년 1월 22일 RN-BSN 서면평가(6개 대학)
- 2009년 3월 6일 RN-BSN 서면평가(1개 대학)
- 2009년 5월 10일 제7회 보험심사간호사 자격시험 시행(222명 응시, 175명 합격, 합격률 78.8%)
- 2009년 6월 21일 제1회 재해간호사 자격시험 시행(42명 응시, 40명 합격, 합격률 95.2%)
- 2009년 7월 5일 제6회 전문간호사 자격1차시험(필기) 시행(13개분야, 491명 응시)
- 2009년 10월 25일 제8회 보험심사간호사자격시험 시행(315명 응시, 275명 합격, 합격률 88.3%)
- 2010년 5월 30일 제4대 원장 취임(박호란)

## 주요 업무
- 간호교육프로그램에 대한 인증평가 사업
- 전문간호사 교육기관의 지정 및 평가
- 전문간호사 자격시험 및 민간자격시험 시행
- 간호사 면허/자격 제도의 발전
- 기타 간호사국가시험의 질적 향상 등을 위한 사업

## 조직

### 면허/자격관리위원회

#### 사무국
- 시험관리부
- 교육평가부

## 같이 보기
- 대한간호협회
- 한국간호과학회
- 보건복지부